# Chris Mihm
 (octobre 2020).
Si vous disposez d'ouvrages ou d'articles de référence ou si vous connaissez des sites web de qualité traitant du thème abordé ici, merci de compléter l'article en donnant les références utiles à sa vérifiabilité et en les liant à la section « Notes et références ».
Chris Mihm, né le 16 juillet 1979 à Milwaukee au Wisconsin, est un joueur américain de basket-ball.
Pivot de grande taille, à la fois puissant et doté de qualités offensives supérieures à la moyenne pour un intérieur, on[Qui ?] lui prêtait un fort potentiel à sa sortie de l'Université du Texas à Austin en 2000. Il fut d'ailleurs sélectionné en 7e position lors de la draft 2000 par les Bulls de Chicago, avant d'être immédiatement échangé aux Cavaliers de Cleveland contre le 8e choix de cette même draft, Jamal Crawford. Mais en raison d'un mental relativement fébrile et d'un certain manque de dureté dans la raquette, sa carrière n'a jamais vraiment décollé et n'a pas connue le succès escompté.

## Carrière universitaire
Chris Mihm entame sa carrière universitaire avec l'équipe universitaire des Texas Longhorns en 1997, en tant que grand espoir de son équipe. Sa première saison est encourageante, Mihm tournant à plus de 12 points et près de 8 rebonds par match, mais les Longhorns, à l'époque en reconstruction, ne se qualifient pas pour le tournoi NCAA.
En 1998-1999, l'arrivée de l'entraîneur Rick Barnes relance le programme basket de l'université et Mihm franchit encore un palier, puisqu'il marque 13,7 points et prend 11,0 rebonds de moyenne par rencontre. Texas se qualifie pour cette fois-ci pour le tournoi final avec un bilan de 19 victoires et 13 défaites, mais se laisse surprendre dès le premier tour par Purdue sur le score de 54-58.
En 1999-2000, Mihm explose véritablement aux yeux du grand public (17,7 points, 10,5 rebonds) et Texas réalise une saison avec 24 victoires pour 9 défaites seulement. Les Longhorns font figure d'outsiders sérieux à l'entame du tournoi final, et écartent aisément Indiana State au premier tour. Mais ils s'inclinent dès le tour suivant face aux Tigers de LSU et leur vedette Stromile Swift sur le score de 67-72.
Malgré cette défaite, Mihm est convaincu que sa progression constante tout au long de ses 3 années universitaires n'est pas passée inaperçue aux yeux des recruteurs NBA, et choisi de faire l'impasse sur sa dernière saison universitaire pour se présenter à la draft 2000. Certaines rumeurs l'annoncent même comme premier choix potentiel dans cette draft, mais sa cote va finalement baisser à l'approche de l'évènement en raison de sa réputation de joueur "soft". Il est finalement drafté par Chicago avec le 7e choix.

## Carrière professionnelle

### Cleveland Cavaliers (2000-03)
À l'entame de la saison 2000-01, les Cavaliers de Cleveland sont pleins d'ambition et Chris Mihm semble débarquer dans une situation idéale pour lancer sa carrière sur de bons rails. Les Cavs prévoient de l'utiliser en relais de leur pivot titulaire, le Lituanien Žydrūnas Ilgauskas, afin de ne pas lui mettre trop de pression dès le départ. Avec une équipe expérimentée et compétitive, les Cavs réalisent un remarquable début de saison remportant 15 de leurs 22 premiers matchs, mais soudain tout s'écroule. Mihm se blesse tout d'abord, puis Ilgauskas doit stopper sa saison après seulement 24 matches en raison d'une blessure au pied gauche.
Mihm est alors attendu à son retour de blessure pour remplacer Ilgauskas et rester dans la course aux playoffs, mais il revient en petite forme à la suite de sa blessure et ne remplit pas totalement les attentes placées en lui.
Les Cavs coulent et termine la saison très loin des playoffs avec seulement 30 victoires, mais néanmoins Mihm affiche de belles promesses avec plus de 7 points et 4 rebonds par match en moins de 20 minutes de temps de jeu.
En saison 2001-02, les Cavs changent d'entraîneur (John Lucas arrive) et tentent de rebâtir une équipe compétitive. L'horizon de Chris Mihm semble lui se boucher quelque peu, car outre le retour de blessure d'Ilgauskas, il voit débarquer Tyrone Hill, Michael Doleac et DeSagana Diop au poste de pivot.
Après un début de saison prometteur (il tourne à plus de 11 points par match en novembre et réussit 3 double-doubles sur une période de 4 matches), Mihm va progressivement perdre du temps de jeu au profit de ses concurrents. Les Cavs font une saison médiocre (29 victoires seulement) et Mihm donne l'impression d'avoir stagné, puisqu'il termine avec des moyennes de 7,7 points et 5,3 rebonds par match.
Après 2 saisons catastrophiques, les Cavs décident de reconstruire. Mihm est blessé en début de saison et ne rejoint l'effectif que fin décembre. À ce moment-là, le rookie Carlos Boozer arrivé à l'intersaison a déjà gagné sa place dans le cinq au côté d'Ilgauskas, et Mihm peine à trouver du temps de jeu. Il entre peu à peu dans la rotation, notamment à la suite du changement d'entraîneur (Keith Smart remplace John Lucas) mais avec un rôle très réduit, et ses performances déçoivent (1 seul double-double dans la saison). Ses statistiques sont mauvaises 5,9 points et 4,4 rebonds par match dans une équipe extrêmement faible (17 petites victoires dans la saison). Mihm ne semble plus faire partie des plans d'avenir des Cavaliers.
En 2003-04, Cleveland choisit LeBron James au premier tour de la Draft 2003 de la NBA. James ramène l'ambition à Cleveland, et les dirigeants tentent immédiatement de l'entourer du mieux possible. Avec une équipe très jeune, le début de saison est périlleux (seulement 4 victoires sur les 19 premiers matchs), et les dirigeants procèdent rapidement à des remaniements d'effectif. Ainsi, Mihm est expédié à Boston après seulement 22 matches, en compagnie de Ricky Davis et en échange des vétérans Eric Williams et Tony Battie. Ainsi se termine son séjour à Cleveland, durant lequel il aura surtout déçu les observateurs.

### Los Angeles Lakers (2004-2009)
Le 19 février 2009, Mihm est envoyé aux Memphis Grizzlies en échange d'un second tour de la Draft 2013 de la NBA, mais il ne joue pas un seul match pour les Grizzlies après une blessure à la cheville, depuis, il n'a plus de club.

## Records sur une rencontre en NBA
Les records personnels de Chris Mihm en NBA sont les suivants, :
| Type de statistique        | Saison régulière | Saison régulière               | Saison régulière | Playoffs | Playoffs              | Playoffs      |
| Type de statistique        | Record           | Adversaire                     | Date             | Record   | Adversaire            | Date          |
| -------------------------- | ---------------- | ------------------------------ | ---------------- | -------- | --------------------- | ------------- |
| Points                     | 25               | Magic d'Orlando                | 12 décembre 2004 | 9        | @ Pacers de l'Indiana | 17 avril 2004 |
| Paniers marqués            | 11               | Magic d'Orlando                | 12 décembre 2004 | 3        | 2 fois                | 2 fois        |
| Paniers tentés             | 18               | Magic d'Orlando                | 12 décembre 2004 | 9        | @ Pacers de l'Indiana | 17 avril 2004 |
| Paniers à 3 points réussis | 1                | 3 fois                         | 3 fois           | -        | -                     | -             |
| Paniers à 3 points tentés  | 2                | @ Nets du New Jersey           | 10 novembre 2001 | -        | -                     | -             |
| Lancers francs réussis     | 8                | 2 fois                         | 2 fois           | 3        | 2 fois                | 2 fois        |
| Lancers francs tentés      | 12               | 2 fois                         | 2 fois           | 4        | 2 fois                | 2 fois        |
| Rebonds offensifs          | 8                | 5 fois                         | 5 fois           | 4        | @ Pacers de l'Indiana | 17 avril 2004 |
| Rebonds défensifs          | 13               | 2 fois                         | 2 fois           | 6        | Pacers de l'Indiana   | 25 avril 2004 |
| Rebonds totaux             | 21               | Hornets de La Nouvelle-Orléans | 22 décembre 2004 | 8        | Pacers de l'Indiana   | 25 avril 2004 |
| Passes décisives           | 5                | @ Timberwolves du Minnesota    | 10 janvier 2005  | -        | -                     | -             |
| Interceptions              | 3                | 3 fois                         | 3 fois           | 2        | @ Pacers de l'Indiana | 17 avril 2004 |
| Contres                    | 6                | 2 fois                         | 2 fois           | 2        | Pacers de l'Indiana   | 23 avril 2004 |
| Balles perdues             | 7                | @ Jazz de l'Utah               | 30 mars 2001     | 1        | 4 fois                | 4 fois        |
| Minutes jouées             | 42               | Nets du New Jersey             | 26 décembre 2001 | 25       | Pacers de l'Indiana   | 25 avril 2004 |

- Double-double : 40
- Triple-double : 0